# 綾部市立八田中学校
綾部市立八田中学校（あやべしりつ やたちゅうがっこう）は、京都府綾部市にある公立中学校。校内に設置された東八田幼稚園と幼中連携の取り組みを行っている
。

## 沿革
- 1947年5月 - 西八田村立西八田中学校、東八田村立東八田中学校がそれぞれ開校（小学校の校舎を借用）
- 1949年4月 - 何鹿郡組合立八田中学校へ改称（従来の校舎は西校舎･東校舎として引き続き使用）
- 1950年8月 - 市町村合併により、綾部市立八田中学校へ改称
- 1952年12月 - 南校舎･中校舎･体育館竣工。現在地に移転
- 1953年8月 - 本館竣工（独立校舎への移転完了）
- 2009年 - 校内の空き教室に東八田幼稚園を設置[1]

## 通学区域
以下の小学校校区を通学区域とする。
- 綾部市立西八田小学校
- 綾部市立東八田小学校

## 交通アクセス
- 西日本旅客鉄道（JR西日本）舞鶴線 梅迫駅下車約740m、徒歩約9分。

## 周辺施設
- 国道27号
- 京都縦貫自動車道 綾部安国寺インターチェンジ

## 通学区域が隣接している学校
- 綾部市立何北中学校
- 綾部市立綾部中学校
- 綾部市立東綾中学校
- 綾部市立上林中学校
- 舞鶴市立城南中学校